# Alumni Stadium
Ne doit pas être confondu avec Alumni Stadium (Notre Dame).
Le Alumni Stadium est un stade de football américain de 44 500 places situé sur le campus du Boston College à Chestnut Hill (Massachusetts), banlieue de Boston. L'équipe de football américain universitaire de Boston College Eagles évolue dans cette enceinte inaugurée le 21 septembre 1957. Ce stade est la propriété du Boston College.
Inauguré en 1957, ce stade remplace l'ancien stade également nommé Alumni Stadium (1915-1957) qui se situait à l'autre bout du campus. Lors de son ouverture, le nouveau Alumni Stadium compte 26 000 places. De 1963 à 1969, ce fut également le stade utilisé par les Boston Patriots (AFL).
Le stade fut entièrement rénové en 1994. La piste d'athlétisme disparait et les tribunes plus proches du terrain comptent désormais 44 500 places.